# 1 Batalion Sanitarny
1 Batalion Sanitarny im. generała lekarza Karola Kaczkowskiego (1 bsan) – pododdział służby zdrowia Wojska Polskiego II RP.

## Historia Batalionu
1 Batalion Sanitarny został sformowany w 1922 roku, w garnizonie Warszawa, w koszarach na Powązkach, na bazie zlikwidowanej Kadry Kompanii Zapasowej Sanitarnej Nr I.
Pododdział był okręgową instytucją służby zdrowia podległą bezpośrednio szefowi sanitarnemu Dowództwa Okręgu Korpusu Nr I oraz jednostką ewidencyjną dla wszystkich oficerów i szeregowych pełniących służbę w Departamencie VIII Sanitarnym Ministerstwa Spraw Wojskowych, Wojskowym Instytucie Sanitarnym w Warszawie, Wojskowej Szkole Sanitarnej w Warszawie, Wojskowym Instytucie Przyrodoleczniczym im. Józefa Piłsudskiego, Wojskowym Zakładzie Leczniczym dla Chorych Gruźlicznych w Małkini i Centralnej Składnicy Sanitarnej w Warszawie oraz w formacjach sanitarnych i liniowych OK I, w tym w 1 Szpitalu Okręgowym w Warszawie oraz w szpitalach rejonowych w Białymstoku z filią w Ostrowi-Komorowie, Dęblinie i Modlinie. Ponadto batalion wypełniał funkcje szkoleniowe oraz mobilizacyjne.
10 lipca 1923 minister spraw wojskowych rozkazem Dep. VIII.4143.Og.Org. ustanowił dzień 14 listopada, jako dzień dorocznego święta Wojskowej Szkoły Sanitarnej, Centralnej Szkoły Podoficerów Zawodowych Sanitarnych oraz dzień święta batalionowego dla batalionów sanitarnych nr 1–10.
31 marca 1927 roku Minister Spraw Wojskowych, marszałek Polski Józef Piłsudski nadał jednostce nazwę „1 batalion sanitarny im. generała lekarza Karola Kaczkowskiego”, a 19 maja tego roku ustalił i zatwierdził dzień 25 lutego, jako święto batalionu. Święto obchodzono w rocznicę bitwy o Olszynkę Grochowską stoczonej w 1831 roku, w czasie której po raz pierwszy wystąpiły polskie jednostki sanitarne pod kierownictwem generała sztabslekarza Karola Kaczkowskiego. Obchody pierwszego święta miały miejsce w piątek 25 lutego 1927 roku. Rozpoczęło je nabożeństwo żałobne odprawione w Kościele garnizonowym przez biskupa polowego Stanisława Galla za „dusze poległych i zmarłych żołnierzy służby zdrowia oraz lekarzy, poległych w różnym czasie w walkach o niepodległość”. W czasie skromnego obiadu żołnierskiego w koszarach batalionu zastępca szefa Departamentu Sanitarnego, pułkownik lekarz Gorczycki poinformował zebranych, że z dniem 24 lutego jednostka otrzymała imię generała Kaczkowskiego. Po obiedzie oficerowie udali się do świetlicy na „czarną kawę”. Wieczorem odbyła się kolacja w 1 Szpitalu Okręgowym.
W 1928 roku w 1 bsan. służbę pełniło trzech lekarzy i jeden aptekarz oraz jedenastu oficerów administracyjnych, w tym dziesięciu działu sanitarnego i jeden działu gospodarczego (płatnik).
30 maja 1931 roku wprowadzona została nowa organizacja pokojowa służby zdrowia. W jej ramach bataliony sanitarne zostały włączone w struktury szpitali okręgowych jako ich kadry zapasowe. 1 lipca 1931 roku na bazie zlikwidowanego baonu utworzona została Kadra Zapasowa 1 Szpitala Okręgowego (KZ 1 Szpit. Okr.).
W piątek 23 października 1931 roku odbyło się uroczyste pożegnanie podoficerów zawodowych, którzy w wyniku zmian organizacyjnych, zostali przeniesieni do Lublina i Łodzi.

## Dowódcy batalionu
- ppłk lek. Kazimierz Szalla (1923)
- płk lek. Mikołaj Kwaśniewski (I 1924[10] – IX 1926 → szef Wydziału II Departamentu VIII Sanitarnego MSWojsk.[11])
- ppłk lek. Kazimierz II Miszewski (IX 1926[11] – 1928)
- ppłk lek. Kazimierz I Baranowski (do 23 X 1931 → kierownik referatu w Oddział IV SG[12])

## Odznaka pamiątkowa
9 stycznia 1931 roku Minister Spraw Wojskowych zatwierdził wzór i regulamin odznaki pamiątkowej 1 bsan. Odznaka o wymiarach 40×40 mm ma kształt kwadratu ustawionego pionowo na jednym z wierzchołków, obwiedzionego granatową obwódką. Na nim nałożony równoramienny krzyż, którego ramiona stanowią srebrzyste zdwojone proporczyki z granatowymi żyłkami. W środku krzyża umieszczona jest granatowa tarcza na której wpisano inicjały patrona „KK”, a między proporczykami numer „1 BS” oraz daty: „25 II”, „1831” i „1931”. Jednoczęściowa – wykonana w tombaku srebrzonym, oksydowana.